# Centro de Información Técnica de Defensa
El Centro de Información Técnica de Defensa ( DTIC , pronunciado "Dee-tick"  ) es el depósito de información de investigación e ingeniería para el Departamento de Defensa de los Estados Unidos (DoD). Los servicios de DTIC están disponibles para el personal del Departamento de Defensa, personal del gobierno federal, contratistas federales e instituciones académicas seleccionadas. El público en general puede acceder a información no clasificada a través de su sitio web público.

## Historia
Establecido en junio de 1945 como el Centro de Investigación de Documentos Aéreos (ADRC), la primera misión de la agencia fue recolectar documentos aéreos de Alemania. Los documentos recopilados se dividieron en tres categorías: documentos que ayudarían a la guerra en el teatro del Pacífico, documentos de interés inmediato de inteligencia para las fuerzas estadounidenses o británicas y documentos de interés para futuras investigaciones.
En 1945, el ADRC trasladó sus operaciones de Londres, en el Reino Unido, a Wright Field en Dayton, Ohio, bajo el nombre de Air Documents Division (ADD); El personal de ADD catalogó los documentos capturados y tradujo una pequeña cantidad de informes considerados investigación de alta prioridad. En 1948, los secretarios de la Armada y la Fuerza Aérea rediseñaron el ADD en la Oficina Central de Documentos Aéreos (CADO) y le dieron la colección de documentos capturados y también ampliaron su misión para incluir la recopilación, el procesamiento y la difusión de información para su uso dentro de las regulaciones militares. Desde 1948, la organización ha evolucionado, en nombre y misión, para convertirse en el "recurso central para la información científica, técnica, de ingeniería y relacionada con los negocios financiada por el Departamento de Defensa y para el gobierno de la comunidad".

## Productos y servicios

### Sitio web público de DTIC
El sitio web público de DTIC es la puerta de entrada pública a los productos y servicios de DTIC. El acceso a la información no clasificada en este sitio está disponible.
El sitio web de DTIC también contiene información sobre cómo registrarse en R&E Gateway y sobre cómo enviar documentos a DTIC.

### Puerta de enlace de R&E
R&E Gateway: el recurso en línea autorizado y seguro del Departamento de Defensa (DoD) para información de investigación, desarrollo, prueba y evaluación (RDT & E). Hay más de 4 millones de activos de Ciencia y Técnica (C&T) disponibles en el R & E Gateway :( es decir, informes científicos y técnicos del DoD, investigaciones planificadas y completas, proyectos, artículos de revistas de investigación e ingeniería financiados por el DoD, pruebas de presupuesto (R2 y P40) , Concesiones de la concesión de DoD, acuerdos internacionales, y etc.

### DTIC en línea clasificado
La Red segura de enrutamiento de protocolo de Internet (SIPRNet), DTIC Online Classified, proporciona acceso a la colección completa de DTIC (sin clasificar, ilimitada, no clasificada, limitada, clasificada hasta SECRETO) de informes técnicos. Además, los usuarios registrados tienen acceso a otros sitios web alojados en SIPRNet, incluyendo DoDTechipedia Classified.

### Centros de análisis de información
Los Servicios de Investigación y Análisis del DoD IAC brindan acceso a la información, el conocimiento y las mejores prácticas del gobierno, la industria y la academia para cumplir con la misión y los objetivos aplicables a las necesidades de las comunidades del DoD RDT & E y Adquisición. Estos servicios son provistos por los tres Centros Básicos de Operaciones (BCO) del DoD IAC; Ciberseguridad y sistemas de información, sistemas de defensa y defensa y seguridad nacional. Los BCO confían en su extensa red de Expertos en la Materia (SME); que incluye ingenieros y científicos experimentados, líderes militares retirados, investigadores académicos líderes y expertos de la industria; para resolver los problemas científicos y técnicos más difíciles de nuestros clientes ... "